# Jim Beam

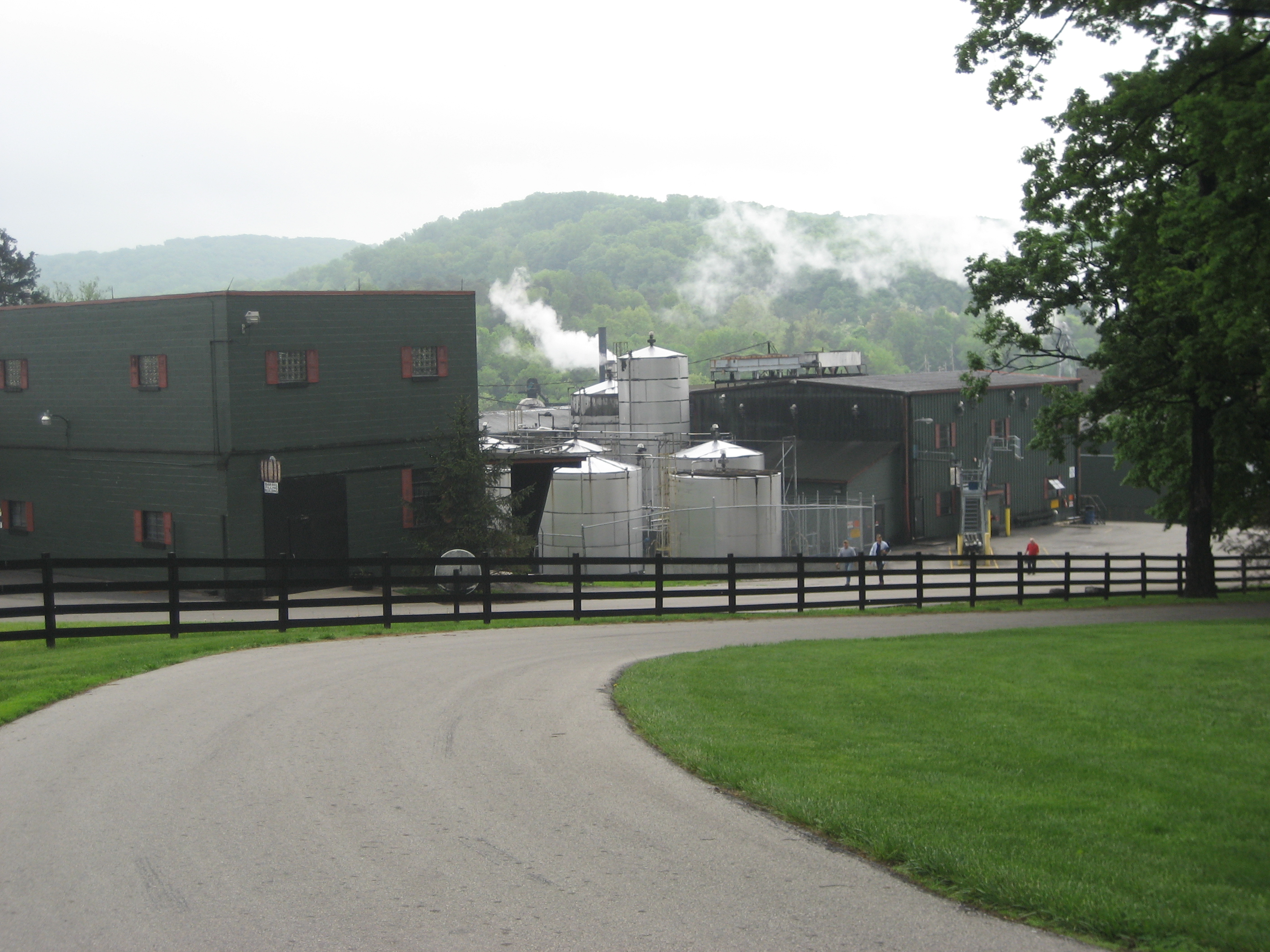
Die Destillerie in Kentucky

Jim Beam ist eine Whiskey-Marke des US-amerikanischen Beam-Suntory-Konzerns. Weltweit bekannt ist vor allem der Bourbon Whiskey Jim Beam White Label.

## Geschichte
Seit 1795 wird diese Whiskeysorte in der Jim-Beam-Destillerie in Clermont, Kentucky hergestellt. Begründer der Destillerie war der am 9. Februar 1760 geborene deutschstämmige Johannes Jakob Böhm, der sich später in Jacob Beam umbenannte. Der von ihm produzierte Whiskey wurde als bourbon bekannt, höchstwahrscheinlich benannt nach dem Bourbon County in Kentucky. Das Getränk wurde zunächst unter dem Namen Old Jake Beam aus der Destillerie Old Tub verkauft.
Jacobs Sohn David (1802–1854) und sein Enkel David M. Beam (1833–1913) expandierten und verlegten den Sitz an die neugebaute Eisenbahnstrecke nach Nelson County. Der Urenkel des Gründers, Colonel James B. Beam (1864–1947), baute nach der Prohibition die Firma 1933 in Clermont, Kentucky, nahe seiner Heimatstadt Bardstown wieder auf. Weitere Firmenchefs waren T. Jeremiah Beam (1899–1977) und sein Sohn James B. Beam Booker Noe (1929–2004).
Der Sohn von Booker Noe, Fred Noe (* 1957), setzt die Familientradition fort und leitet heute das Unternehmen in 7. Generation. Seit 2022 wird er hierbei durch seinen Sohn Freddie Noe, der für die Booker Noe Distillery als Master-Destiller tätig ist, unterstützt.

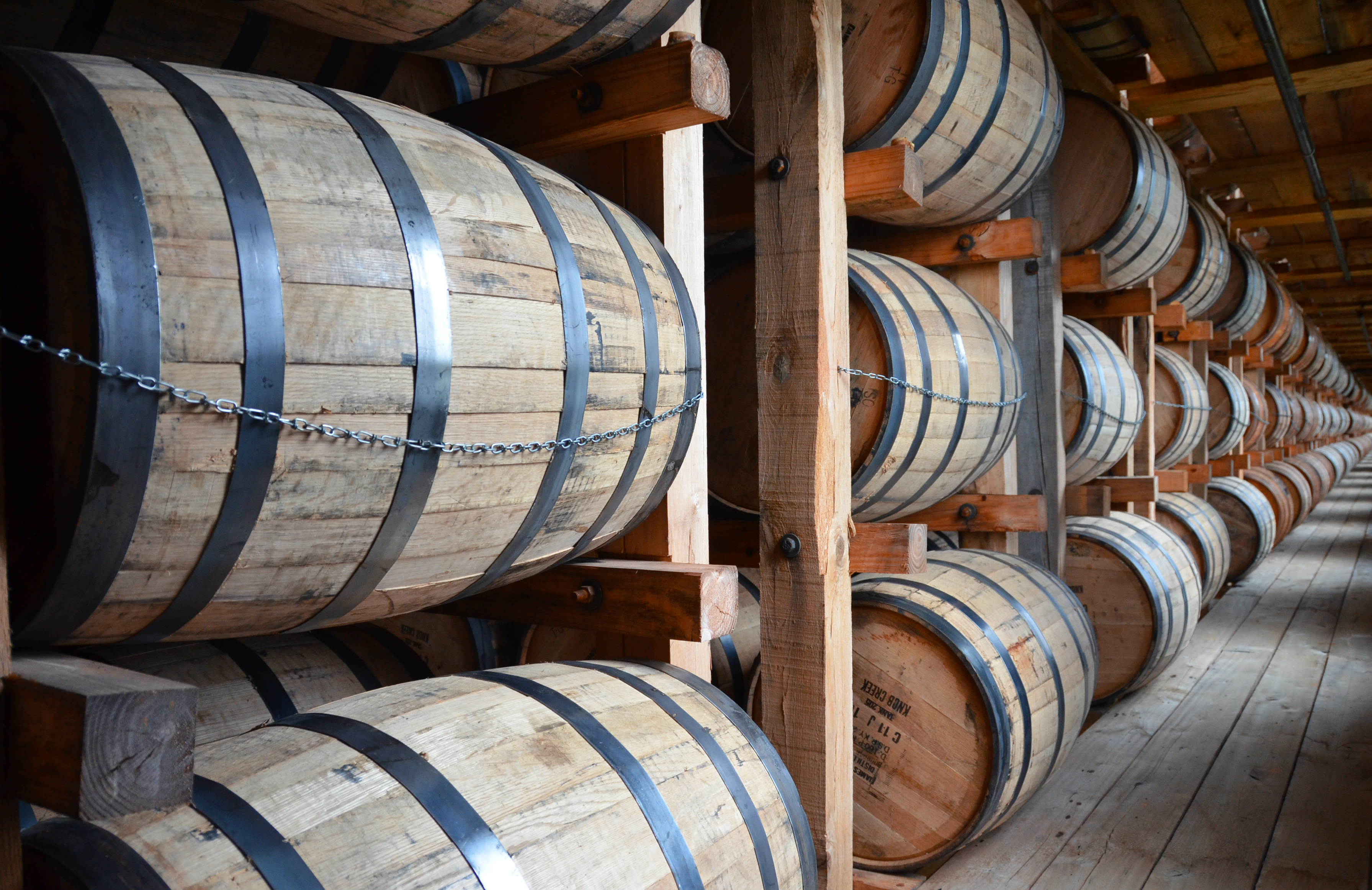
Fasslagerung in Clermont

Anfang 2014 wurde Jim Beam vom japanischen Spirituosenkonzern Suntory, der mit Marken wie Yamazaki, Hakushu, Hibiki und Kakubin der größte Whiskyhersteller Japans ist, für rund zwölf Milliarden Euro übernommen.
Im Sommer 2020 vernichtete ein Großbrand in einem Lagerhaus der Brennerei 45.000 Bourbon-Fässer, was zu der Zeit 3 Prozent des gesamten Bestandes entsprach. Ausgelöst wurde der Brand nach Angaben von Jim Beam durch einen Blitzeinschlag.

## Sorten
In der Destillation produziert Jim Beam im Wesentlichen zwei Sorten Bourbon – Jim Beam und (die bereits seit 1882 bestehende Marke) Old Grand Dad – und einen Rye Whiskey. Diese werden nach der Lagerung durch verschiedenes Blending unterschiedlich gereifter Fässer, verschiedene Lagerzeiten und die Entscheidung, ob es eher ein Single Barrel oder Small Batch oder eine Mischung aus sehr vielen verschiedenen Fässern ist, differenziert. Whiskeyliköre bekommen nach der Lagerung ihre Zusätze. Whiskeys, die auf der Old Grand-Dad-Formel basieren, sind dabei meist nur in den USA zu bekommen, während die in Europa erhältlichen hochpreisigen Whiskeys aus besonders lange gelagerten und speziell ausgesuchten Jim-Beam-Fässern stammen.
Jim Beam benötigt 500 000 Fässer jährlich und produziert je 30 Gallonen High wine in zwei Destillkolonnen je Minute. Der White Label wird aus 1000 Fässern gemischt, small batch Sorten wie der Knob Creek aus ca. 100 Fässern. Jim Beam rotiert keine Fässer oder ändert die Lagerposition. Die Destillerie hält ca. 30 % aller Whiskeyfässer in Kentucky. Die leeren Fässer enthalten ca. noch drei Gallonen Bourbon und gehen nass zur Jameson Destillery nach Irland. (Informationen aus Destillentour Dezember 2017)
| Sorte                                              | Lagerzeit     | Vol.-%        | Bemerkung                                                                            |
| -------------------------------------------------- | ------------- | ------------- | ------------------------------------------------------------------------------------ |
| Jim Beam Jacob's Ghost White Whiskey               | 1 Jahr        | 40 Vol.-%     | White Dog                                                                            |
| Jim Beam White Label                               | 4 Jahre       | 40 Vol.-%     | Das Original                                                                         |
| Jim Beam Green Label                               | 5 Jahre       | 40 Vol.-%     | „Jim Beam Choice“, durch Holzkohle gefiltert                                         |
| Jim Beam Black Label                               | 6 Jahre       | 43 Vol.-%     |                                                                                      |
| Jim Beam Double Oak Label                          | 6 Jahre       | 43 Vol.-%     | Gelagert in 2 Fässern                                                                |
| Jim Beam Rye Label (ehemals Yellow Label)          | 4 Jahre       | 40 Vol.-%     | „Jim Beam Rye“, ursprünglicher Kentucky Rye Whiskey                                  |
| Jim Beam Devil's Cut                               | 6 Jahre       | 45 Vol.-%     | vermischt mit extrahiertem Jim Beam aus dem Holz der Eichenfässer                    |
| Jim Beam Signature Craft                           | 12 Jahre      | 43 Vol.-%     | Super Premium Small Batch Bourbon                                                    |
| Jim Beam Signature Craft Quarter Cask              | 5–6 Jahre     | 43 Vol.-%     | Blended Bourbon Whiskey                                                              |
| Jim Beam Single Barrel                             | 4–7 Jahre     | 47,5 Vol.-%   | Bourbon Whiskey aus selektierten Fässern                                             |
| Jim Beam Distiller’s Masterpiece                   | ca. 12 Jahre  | 50 Vol.-%     | Zehn Jahre in Eichenfässern und Finish in PX Sherryfässern                           |
| Flavoured Whiskey und RTD                          |               |               |                                                                                      |
| Jim Beam red STAG                                  | -             | 32,5 Vol.-%   | Jim Beam White Label Whiskey mit Schwarzkirscharoma                                  |
| Jim Beam Honey                                     | -             | 32,5 Vol.-%   | Jim Beam mit Honigzusatz (von zuerst 35 Vol.-% reduzierter Alkoholgehalt)            |
| Jim Beam Maple                                     | -             | 35 Vol.-%     | Jim Beam mit Ahornsirup                                                              |
| Jim Beam Apple                                     | -             | 32,5 Vol.-%   | Jim Beam White Label mit Apfelaroma (von zuerst 35 Vol.-% reduzierter Alkoholgehalt) |
| Jim Beam Peach                                     | -             |               | Jim Beam mit Pfirsich-Aroma                                                          |
| Jim Beam red STAG Spiced                           | -             | 40 Vol.-%     | Jim Beam White Label Whiskey mit einem Hauch Zimt und Gewürzen                       |
| Jim Beam red STAG Hardcore Cider                   | -             | 40 Vol.-%     | Jim Beam White Label Whiskey mit dem Geschmack von Apfel Cider                       |
| Jim Beam Kentucky Fire                             | -             | 35 Vol.-%     | Mit Zimt-Likör angereichert                                                          |
| Weitere unter "Jim Beam" geführte Bourbon Whiskeys |               |               |                                                                                      |
| Baker’s                                            | 7 Jahre       | 53,5 Vol.-%   | -                                                                                    |
| Basil Hayden’s                                     | 8 Jahre       | 40 Vol.-%     | -                                                                                    |
| Bourbon De Luxe                                    | 4 Jahre       | 40 Vol.-%     | -                                                                                    |
| Jakob’s Well                                       | 7 Jahre       | 42 Vol.-%     | -                                                                                    |
| Booker’s                                           | ca. 7,6 Jahre | 63 Vol.-%     | -                                                                                    |
| Knob Creek                                         | 9 Jahre       | 50 Vol.-%     | -                                                                                    |
| Knob Creek Rye                                     | 9 Jahre       | 50 Vol.-%     | -                                                                                    |
| Knob Creek Single Barrel                           | 9 Jahre       | ca. 60 Vol.-% | -                                                                                    |
| Old Crow                                           |               |               | Whiskeymarke aus dem frühen 19. Jahrhundert. Seit den 1980ern bei Jim Beam.          |

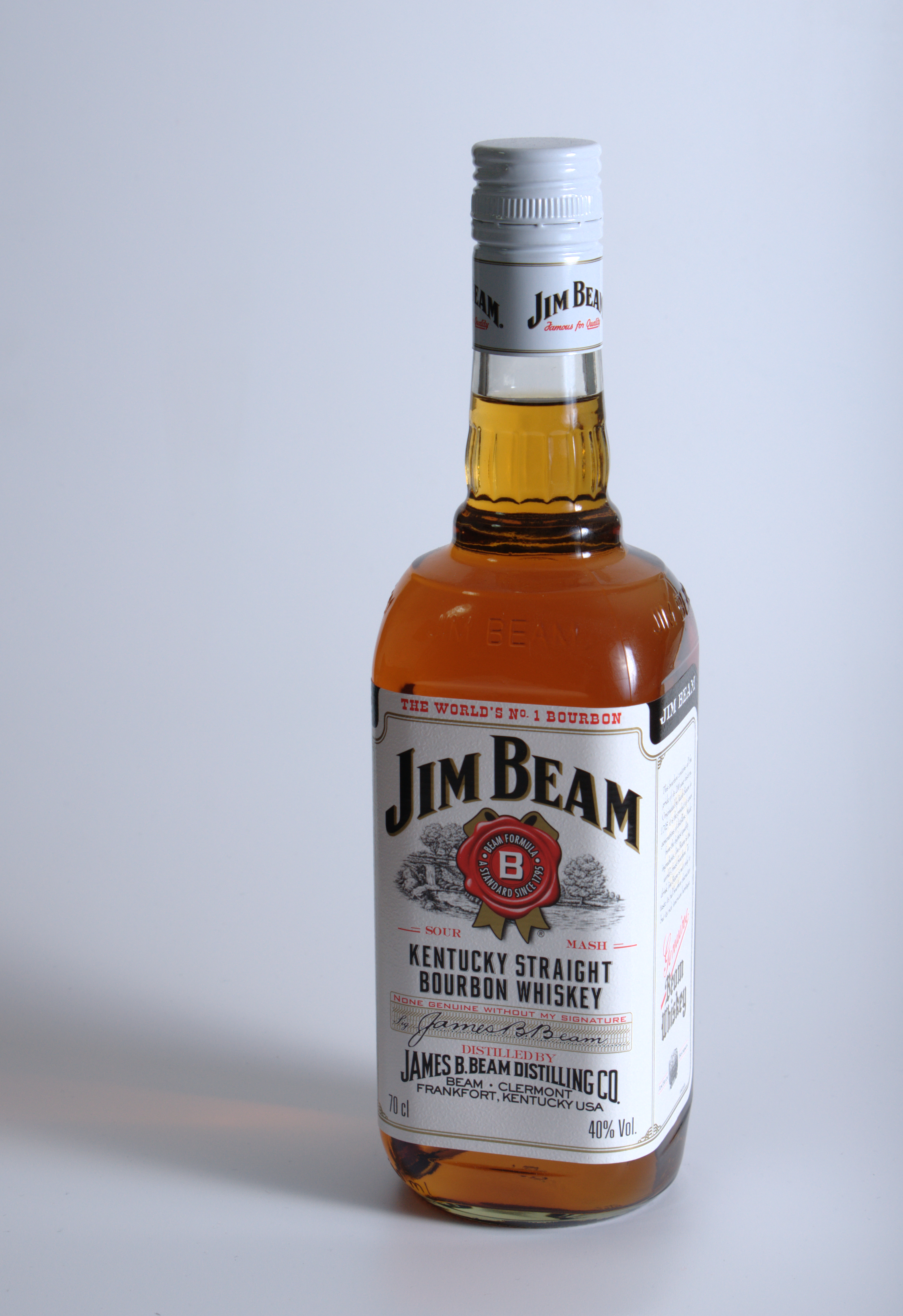
Jim Beam White Label
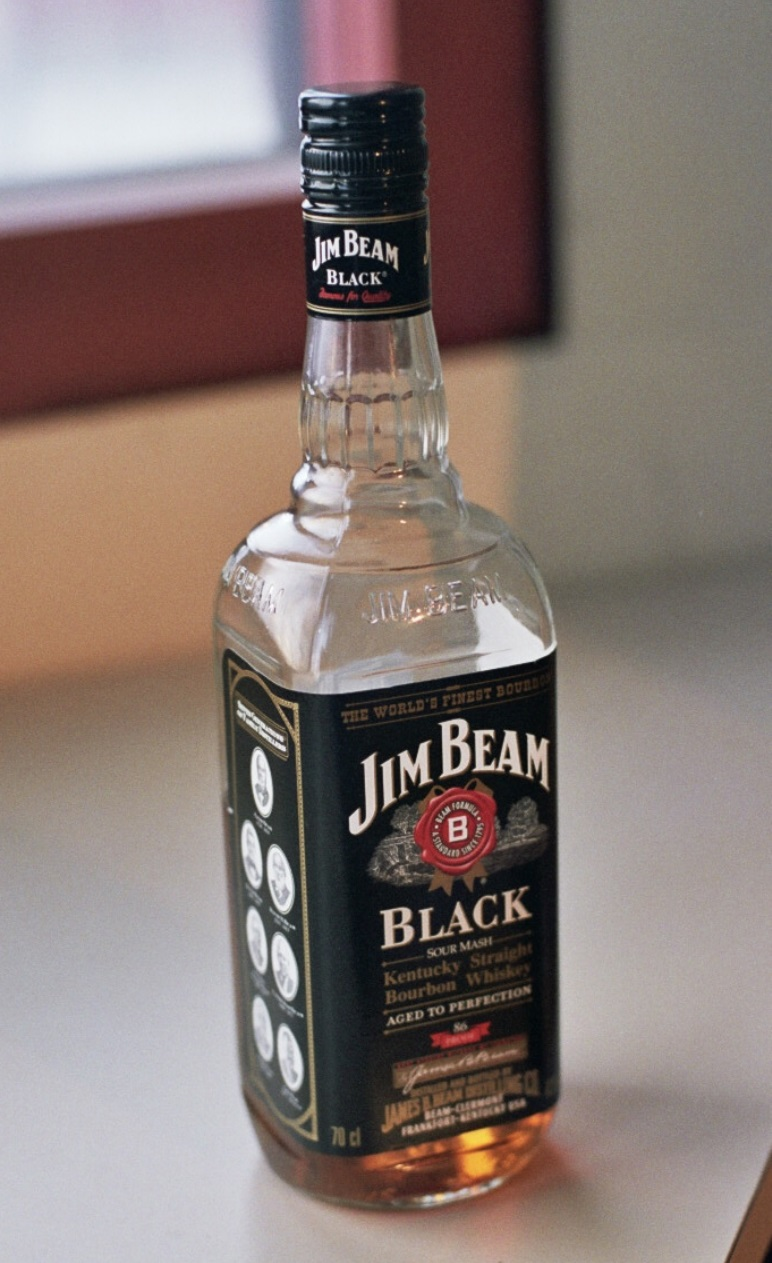
Jim Beam Black Label
Jim Beam Green Label
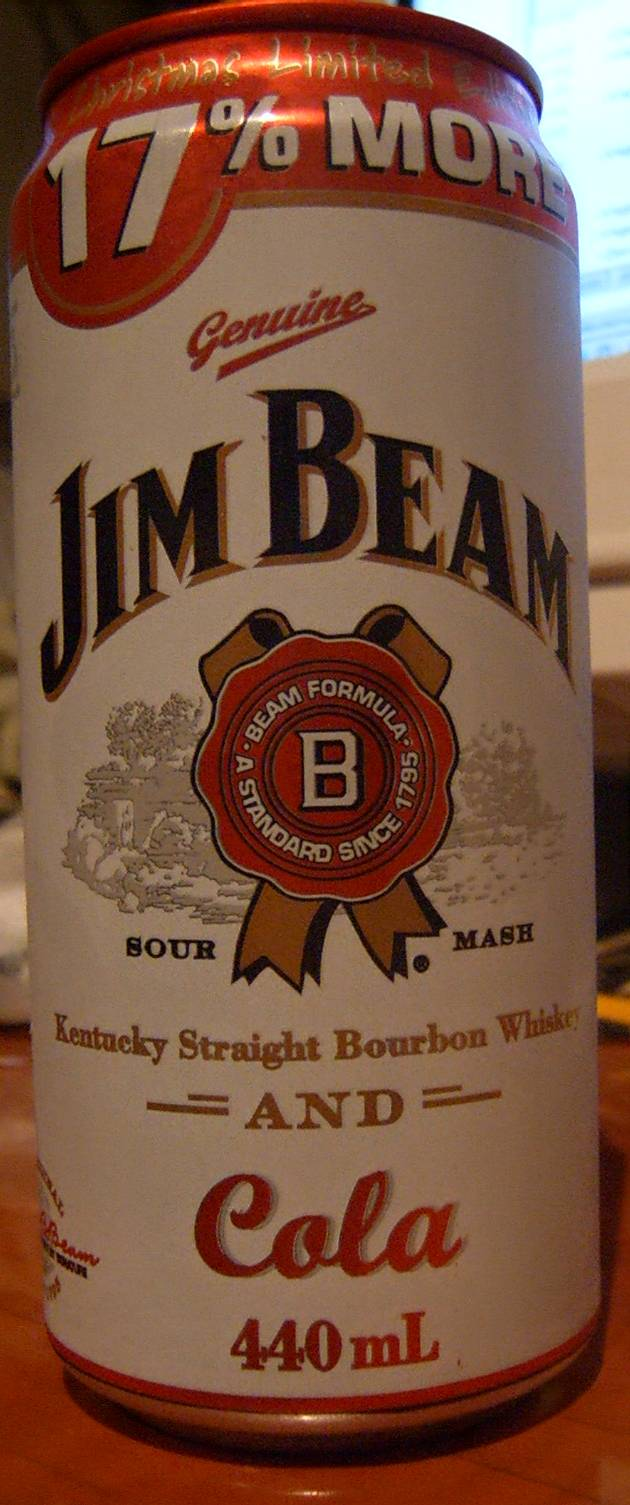
Mixgetränk Jim Beam mit Cola
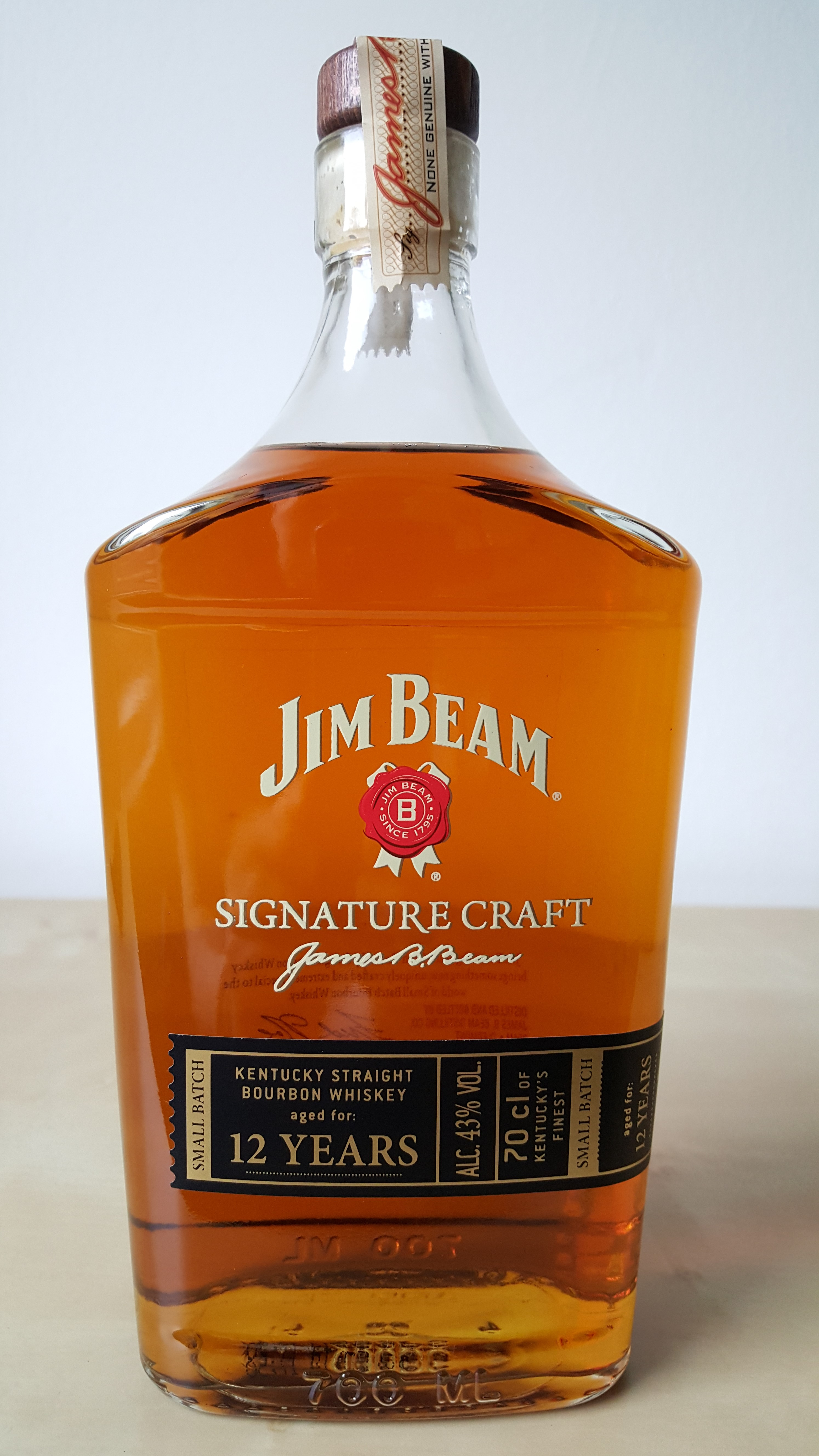
Jim Beam Signature Craft 12 Jahre

## Auszeichnungen
- Goldmedaille beim Internationalen Spirituosenwettbewerb 2004 (ISW)